# Рецидивист (роман)
«Рецидивист» (англ. Jailbird) — роман американского писателя Курта Воннегута, впервые опубликованный в 1979 году.

## Сюжет
Главный герой романа Уолтер Ф. Старбэк (урождённый Станишевич), сын польско-литовских иммигрантов, выходит из тюрьмы в 1970-е годы. Туда он попал по ложному обвинению в причастности к Уотергейтскому скандалу. В течение нескольких первых дней после освобождения на своём пути к Нью-Йорку он вспоминает своё детство и юность в годы Великой депрессии, участие во Второй мировой войне, вовлечённость в судебные процессы над коммунистами в 1950-е годы. В Нью-Йорке он сталкивается с корпорацией РАМДЖЕК, стремящейся скупить всю Америку. Глава компании, женщина, после покушений скрывается от всех, иногда присылает приказы, на которых для подтверждения подлинности стоит отпечаток её пальца. Главный герой вдруг узнаёт, что его знакомая грязная бродяжка Мэри Кэтлин О’Луни и есть глава компании. Однако вскоре после того, как он узнаёт это, она погибает, сбитая такси, возможно, принадлежащим её же компании. Он ещё два с половиной года не сообщает об этом никому, чтобы компания не развалилась. И лишь случайно полицейский узнаёт о том, кем была О’Луни, и тем самым разваливает корпорацию РАМДЖЕК. Старбэк вновь отправляется в тюрьму за сокрытие завещания.

## Критика
По мнению обозревателя The New York Times Дж. Леонарда, «Рецидивист» был лучшей работой Воннегута со времени издания романов «Колыбель для кошки» (1963) и «Мать Тьма» (1961). Исследуя бурный период в социальной истории Америки, автор смешивает в романе реальных исторических личностей с вымышленными, так же как и в романе «Мать Тьма».
В 18 главе книги «Вербное воскресенье: автобиографический коллаж», «Сексуальная революция», Воннегут ставит оценки своим произведениям; «Рецидивист» он оценил на 5 баллов из 5 возможных.